# Roger-Edgar Gillet
Pour les articles homonymes, voir Gillet.
Roger-Edgar Gillet, né à Paris le 10 juillet 1924 et mort le 2 octobre 2004 à Saint-Suliac (Ille-et-Vilaine), est un peintre et graveur français.

## Biographie
Né en 1924 à Paris, Roger-Edgar Gillet suit les cours de gravure en médaille de l'École Boulle de 1939 à 1943, fréquentant également, afin d'éviter le Service du travail obligatoire, les cours de Maurice Brianchon à l'École nationale supérieure des arts décoratifs. Puis il enseigne à l'Académie Julian de 1946 à 1948, où il rencontre Thérèse qui deviendra son épouse.
Il œuvre dans un premier temps dans une esthétique abstraite. Il participe à plusieurs expositions organisées par les critiques Michel Tapié et Charles Estienne. Il est alors associé à l'abstraction lyrique européenne, aussi dénommée art informel ou Nouvelle École de Paris avec des peintres comme Georges Mathieu, Pierre Alechinsky, Jean Messagier, Serge Poliakoff, Jean-Paul Riopelle, Jean Fautrier, Hans Hartung ou Zao Wou-Ki…
Il présente sa première exposition personnelle en 1953 à la galerie Craven, à Paris. En 1954, il reçoit le prix Fénéon, puis à la suite d'une exposition à la galerie de France, il obtient le prix Catherwood et part aux États-Unis. À son retour, il expose à la galerie Ariel. En 1957, il rejoint la Galerie de France avec d’autres jeunes peintres (Alechinsky, Levée, Maryan) et y a trois expositions personnelles en 1959, 1961 et 1963. S’éloignant de l'abstraction il quitte la Galerie de France et retrouve la galerie Ariel de son ami Jean Pollack. Celui-ci affirme clairement la ligne de sa galerie, notamment avec l'exposition « 15 peintres de ma génération » en 1964. Ces peintres sont des amis de Gillet, surtout Albert Bitran, Jacques Doucet, André Marfaing, Maryan, Jean Messagier, Paul Rebeyrolle…
Au milieu des années 1960, Roger-Edgar Gillet se tourne vers la figuration, et l'humanité devient le sujet central de son œuvre. Sa production se présente clairement sous forme de séries : Les Poux, Les Juges, Les Bigotes, Marilyn, Les Musiciens, Les Mutants… Par ailleurs, il n'hésite pas à citer des thèmes de la peinture religieuse tels que La Cène ou la Crucifixion. Il traite également le paysage, par ses Villes et ses Marines.
Esthétiquement, Gillet a des affinités avec Goya et le flamand James Ensor. Il peut être rattaché à la nouvelle figuration et au courant expressionniste.
Il fait partie du comité de sélection du Salon de mai avec lequel il se rend à Cuba en 1967 et participe à la réalisation d'une fresque collective à La Havane.
Dans les années 1970, il vit près de Sens dans l'Yonne, avec sa femme et ses quatre enfants. Il partagera ensuite sa vie entre Paris et Saint-Suliac, près de Saint-Malo. Il est membre du comité d'honneur de la Maison internationale des poètes et des écrivains de Saint-Malo.
Gillet cesse de peindre en 1998. Il meurt d'un cancer en 2004 à Saint-Suliac. Ses cendres sont dispersées à Paris dans le jardin du souvenir du cimetière du Père-Lachaise.
Après son décès, le Fonds Gillet contribue à faire connaitre son œuvre avec la Galerie Guigon puis depuis 2021 avec essentiellement la galerie Nathalie Obadia, la galerie Rodolphe Janssen à Bruxelles et la Petzel Gallery à New York.

## Réception critique
- « Une peinture lyrique sachant se maintenir dans une gamme chromatique limitée. Projection tourbillonnaire avec des effets puissants des rouges, des noirs, des blancs dans l'ensemble des ocres. » - Michel Seuphor[7]
- « Gillet est un des meilleurs représentants d'une tendance qui apparaît dans la peinture abstraite avec une certaine netteté depuis quelques années et que l'on peut qualifier d'anthropomorphique… Dans la peinture de Gillet, les formes sont généralement groupées autour d'un axe parfois situé au milieu du tableau et qui constitue l'équivalent d'une colonne vertébrale. Des cercles mêlés à de grosses barres reconstituent ce mélange de courbes et de droites dont est fait le corps humain. Certaines barres ressemblent à des pattes ou à des bras et des jambes. "Je voudrais, dit Gillet, que ma morphologie picturale fonctionnât aussi bien que le corps humain". Mais il n'a pas l'intention de reproduire celui-ci. Il pense, au contraire, que ses personnages sont aussi différents de l'homme actuel que le seront peut-être les hommes futurs dont il se peut qu'ils soient une préfiguration. » - Revue Connaissance des arts[8]
- « On assure qu'une figuration véhémente et dénonciatrice se lisait en filigrane dans les toiles de Roger-Edgar Gillet au temps de son abstraction lyrique. Bien qu'il y eût excellé, et il ne renie rien de cette époque, il s'en est dégagé. Il en dégage plutôt un message qu'il veut transmettre en clair, en jetant à la face de ses victimes, spécimens choisis de notre pauvre humanité, leur propre image, mais si expressive en son abjection, qu'elles de refusent à la voir. Il n'en laisse rien au bénéfice du doute, y compris les titres ou étiquettes de ses tableaux. Identifications cette fois peut-être superflues : bonnes sœurs, curé, pape, bigotes. Anticléricalisme vulgaire, dira-t-on. Il le serait s'il n'était sublimé en quelque sorte par la furia du peintre et la richesse de la peinture. Toute la vilenie des âmes haineuses éclate en pleine pâte dans Témoin de moralité : une vieille fille déposant à la barre.  La vraie nature de Bernadette risque de scandaliser les bien-pensants et même les incroyants - moins sans doute qu'un pape emmitouflé de crème fouettée ou encore un Pape en fuite juché sur sa monture, mitre blanche en tête, au cœur d'une toile immense toute grouillante d'une foule de spectateurs et d'une interminable procession de suiveurs. » - Jean-Marie Dunoyer[9]
- « Un ton singulier caractérise l'œuvre de Roger-Edgar Gillet. Passée d'une abstraction matiériste à une figuration suggestive, non loin en certaines occasions du fantastique d'Ensor, elle dévide une agressivité rentrée, hantée par des démons familiers : personnages tragicomiques, à la fois insolents et timides, qui sous leurs défroques dérisoires habitent des lieux animés d'une subtile turbulence. Les couleurs sont fines, choisies, l'œuvre a de l'allure, sans exaspération. » - Gérard Xuriguera[10]
- « en 1987, on a pu voir au Centre national des arts plastiques à Paris le cheminement de Gillet, de l'abstraction lyrique, au début des années 1960, jusqu'aux dernières créations, les Mutants, les Tempêtes et les Bateaux ivres, traitées dans une figuration véhémente, en passant par les prelières Figures voilées (vers 1962) et les architectures imaginaires des années 1970. Par la qualité de sa touche et l'harmonie crépusculaire de ses tons sable et terre de Sienne, l'œuvre de Roger-Edgar Gillet mérite l'attention des amoureux de la peinture. » - Gérald Schurr[11]
- « Le paradoxe tient à ce que ce colosse blessé, plutôt débonnaire et toujours amical, n'imagine le monde que peuplé de mutants et de nains sans visages, voit dans la fille allongée sous le soleil le cadavre en sursis et dans le cadavre avéré un objet comme un autre, tous aptes à capter avec grâce les effets de la lumière, parce qu'il peut à la fin transmuter son dégoût blasé en gemmes dorées. » - Jacques Busse[12]
- « Ses compositions rigoureuses et austères cèdent sous la pression d'un univers balbutiant. De l'informe naît la forme. Un étrande théâtre naît. Les Nains, les Bigotes et les Juges, les Musiciens, les Gens d'église, les Prisons et les Villes précèdent la Marche des oubliés et les Tempêtes. Indépendant, il construit son œuvre. Sa vision est lucide. La peinture est la plus forte face à l'hypocrisie. Il a décillé les yeux de ses contemporains en étant profondément peintre. » - Lydia Harambourg[13]

## Récompenses
- Prix Fénéon 1954.
- Prix Catherwood 1955.

## Œuvres

### Collections publiques
- Belgique
  - Bruxelles, musée royal d'Art moderne, L'Archevêque, huile sur toile[14].
  - Mons, Beaux-Arts Mons.
- Brésil
  - São Paulo, musée d'Art.
- France
  - Auberive, Centre d'art contemporain de l'abbaye d'Auberive : Une soirée chez Pollack, 1968[15].
  - Lille, palais des Beaux-Arts : Composition[16].
  - Nantes, musée des Beaux-Arts : Coq, estampe.
  - Paris :
    - musée d'Art moderne de Paris :
      - Un tas de gens, 1966[17] ;
      - Composition, 1972[18] ;
      - Un lit, 1976 ;
      - Nature morte, 1981.

    - musée national d'Art moderne :
      - Hommage au cubisme, 1956 ;
      - Peinture ovale, 1960 ;
      - trois Composition, 1962[19] ;
      - Saül, huile sur toile, 162 × 114 cm.

  - Rennes, musée des Beaux-Arts :
    - Ville, 1971, huile sur toile, 89 × 146 cm[20] ;
    - Apôtre, 1997, huile sur toile, 61 × 46 cm.

  - Rouen, musée des Beaux-Arts :
    - Le Bâtonnier, huile sur toile ;
    - Personnages de tribunal, huile sur toile ;
    - Vue de toits et de clochers, huile sur toile.

  - Saint-Rémy-de-Provence, musée Estrine.
  - Sens, Musée de Sens, La Cathédrale, huile sur toile.
- Norvège
  - Oslo :
    - musée d'Art contemporain Astrup-Fearnley.
    - musée national de l'Art, de l'Architecture et du Design :  Peinture, 1959[21].
- République de Macédoine
  - Skopje, musée d'Art contemporain[22].

### Collections privées
- Neuilly-sur-Seine, Sacem : Le Grand Orchestre, 1978, peinture murale[réf. nécessaire].

## Contributions bibliophiliques
- Emmanuel Looten, Meurtre sacral, quatre compositions et une lithographie originale de Roger-Edgar Gillet, 150 exemplaires numérotés, Éditions Michel Tapié, 1953.
- Salah Stétié, La nymphe des rats, poèmes enrichis de 12 gravures de Roger-Edgar Gillet, Saint-Malo, 1964.
- Lydia Harambourg, Les Oubliés de l'Arche, 21 gravures de Roger-Edgar Gillet, 1999[23].

## Expositions et salons
Roger-Edgar Gillet a eu environ une centaine d'expositions personnelles et a participé à quelque 200 expositions collectives.
- Galerie Roux-Hentschel, Paris, La Marseillaise de la Libération - Exposition sous le patronage d'Yvon Bizardel, directeur des Beaux-Arts, musées et bibliothèques de la ville de Paris, juillet 1945[24].
- Galerie Evrard, Lille, Signifiants de l'informel, avec Georges Mathieu, présentée par Michel Tapié, 1952.
- Studio Facchetti, Un art autre, exposition collective présentée par Michel Tapié, Paris, 1952.
- Galerie Art Vivant, Paris, Alice in Wonderland, exposition collective présentée par Charles Estienne, Paris, 1955.
- Galerie Évrard, Lille, 1953.
- Galerie Craven, Paris, 1953.
- Galerie La Licorne, Bruxelles, 1954.
- Galerie Ariel, Paris, quinze expositions personnelles à partir de 1956, dont 1973 (Les épousailles des nains).
- Festival mondial de la jeunesse et des étudiants, Moscou, juillet-août 1957.
- Galerie de France, Paris, expositions personnelles en février-mars 1959[8], janvier-février 1961, 1963.
- Galerie Nord, « Reinhoud d'Haese, Eugène Dodeigne, Roger-Edgar Gillet, Asger Jorn, Eugène Leroy », Lille, 1965.
- Promesses tenues - Robert Lapoujade, Pierre Fichet, Olivier Debré, Roger-Edgar Gillet, Yasse Tabuchi, Robert Wogensky, Gustave Singier, Kumi Sugaï, Mario Prassinos, Jean Messagier, Paul Rebeyrolle, Musée Galliera, Paris, septembre-octobre 1965.
- Galerie Nova Spectra, La Haye, sept expositions personnelles à partir de 1969.
- Avec Eugène Dodeigne, palais Galliera, Paris, 1971.
- Galerie Stephane Janssen, Bruxelles, expositions personnelles en 1969 et 1975.
- Galerie Le clos des cimaises, Saint-Georges-du-Bois (Charente-Maritime), 1976.
- Roger-Edgar Gillet - Trente peintures, 1958-1962, galerie Jeanne Bucher, Paris, janvier 1978.
- Roger-Edgar Gillet, Galerie Ariel, Paris, 1979[9].
- avec Carlos Saura, Centre culturel Manuel Falla, Grenade, 1982 ; Banque de Bilbao, Bilbao, 1983[25].
- Les figurations des années 60 à nos jours - Valerio Adami, Lydie Arickx, Eduardo Arroyo, Philippe Bonnet, John Christoforou, Robert Combas, Pierre Dessons, Roger-Edgar Gillet, Peter Klasen, Claude Morini, Jean Revol, Maurice Rocher, Jean Rustin, Gérard Schlosser, Hervé Télémaque, Vladimir Veličković…, exposition itinérante, musée des Beaux-Arts de Dunkerque, château Grimaldi de Cagnes-sur-Mer, musée d'Art moderne de Troyes, musée des Beaux-Arts de Carcassonne, couvent des Cordeliers de Châteauroux, 1986-1987[26].
- Roger-Edgar Gillet - Rétrospective, Centre national des arts plastiques, Paris, 1987.
- Abstraction lyrique - François Arnal, Jean-Michel Atlan, Claude Bellegarde, Solange Bertrand, Camille Bryen, Chu Teh-Chun, Olivier Debré, René Duvillier, Pierre Fichet, Jacques Germain, Roger-Edgar Gillet, Hans Hartung, Paul Jenkins, John-Franklin Koenig, Georges Mathieu, Jean Messagier, Jean Miotte, James Pichette, Georges Schneider, Pierre Soulages, espace Belleville, Paris, décembre 1987 - janvier 1988[27].
- Série La Marche des oubliés, galerie Ariel, Fiac, Paris, 1989[28].
- Rétrospective au Museum of art, University of Oklahoma, et au Centre culturel de Scottsdale, Arizona, présentée par Stéphane Janssen, 1990.
- Galerie Vera Van Lear, avec Jacques Doucet, Anvers, 1991.
- Série Tempêtes et bateaux ivres, galerie Ariel, Fiac, Paris, 1994.
- The Stephane Janssen Collection of contemporary American and European art, University of Oklahoma, 1995.
- Galerie Fred Lanzenberg, Bruxelles, exposition personnelle, 1997.
- Galerie Majke Husstege, Bois-le-Duc, 1999.
- Roger-Edgar Gillet - Cinquante ans de peinture, Palais synodal de Sens, 1999[29].
- Galerie Guigon, Paris, plus de 10 expositions personnelles à partir de 2002, dont 2009 (Autres apôtres), octobre-novembre 2012 (Tempêtes)[30], février-mars 2014 (Techniques mixtes) et février-mars 2017 (Les années abstraites)[31],[32].
- Espace culturel de l'auditoire, Bonneval, 2002.
- La nouvelle École de Paris, 1941-1965, Centre d'art contemporain de l'Abbaye de Beaulieu-en-Rouergue, Ginals, juin-septembre 2002.
- Corps à corps - Roger-Edgar Gillet, Zlatko Glamotchak, Christelle Morvan, Zoran Mušič, Jean Rustin, Maison du citoyen et de la vie associative, Fontenay-sous-Bois, avril-mai 2003.
- Foire Art Paris, 2003, La grande dérision, galerie Guigon.
- Hommage à Roger-Edgar Gillet, centre d'art Présence Van Gogh, Saint-Rémy de Provence, 2005.
- Salah Stétié - Livres d'artistes et peintures, Espace 1789, Saint-Ouen, mars-avril 2006.
- L'envolée lyrique - Paris, 1945-1956, Musée du Luxembourg[33], Paris, avril-août 2006.
- Humanités - Roger-Edgar Gillet, Stani Nitkowski, Paul Rebeyrolle, Centre d'art contemporain de l'abbaye d'Auberive, juin-septembre 2006.
- Roger-Edgar Gillet, Centre d'art de la ferme Ornée[34], Yerres, 2009.
- L'océan, Le Bellevue, Biarritz, juillet-octobre 2010[35].
- Galerie 53, Paris, novembre 2010 - janvier 2011.
- Quatre maîtres de la peinture expressionniste du XXe siècle : Gillet, Music, Rebeyrolle, Rustin, Lazaret Ollandini et Musée Marc-Petit, Ajaccio, été 2011[36].
- À la découverte du musée Estrine, de Gleizes à Baselitz, galerie d'art du Conseil général, hôtel Castillon, Aix-en-Provence, avril-juin 2012[37].
- Genèse, Fondation Taylor, Paris, février-mars 2014[38].
- Maison des Princes, Pérouges, juin-juillet 2014[39].
- Galerie Le Clos des cimaises, Saint-Georges-du-Bois (Charente-Maritime), juillet-septembre 2015, catalogue par Lydia Harambourg.
- L'esprit singulier - Collection de l'abbaye d'Auberive, Halle Saint-Pierre, Paris, mars-août 2016[15].
- Every Body, Lieu d'art et action contemporaine de Dunkerque, juillet 2016[40].
- Roger-Edgar Gillet, Maryan S. Maryan, Marcel Pouget - Parcours croisés, galerie Guigon, Paris, octobre-novembre 2016.
- Roger-Edgar Gillet (1924-2004) - Exercices de survie, musée du Mont-de-Piété de Bergues, 2017[41].
- Roger-Edgar Gillet, Josep Grau-Garriga, Abraham Hadad, Ben-Ami Koller, Bengt Lindström, Roberto Matta, Ernest Pignon-Ernest], Jean Rustin, Christian Sauvé, Tony Soulié…, Galerie Duchoze, Rouen, octobre 2017[42].
- Dessins de nus, des abstractions de 1930 à 1950 - Jean Bertholle, Roger Chastel, Maurice Crozet, Nelly Marez-Darley, André Derain, Roger-Edgar Gillet, Georges Kars, Jean Signovert…, galerie Marie-Robin, Paris, mars-avril 2018[43].
- Roger-Edgar Gillet - Vagues à l'âme, galerie Ories, Lyon, mars-mai 2018[44],[40].
- Gillet : l'insolite. galerie Guigon[41].
- Dessin, libertés - Trente cinq artistes français et internationaux : Pierre Alechinsky, John Christoforou, Roger-Edgar Gillet, Ben-Ami Koller, Robert Nicoïdski, Paul Rebeyrolle, Jean Rustin, Vladimir Velickovic…, Maison des jeunes et de la culture Lillebonne Saint-Epvre, Nancy, mai-juin 2019[45],[46].
- Justice ! 2 chefs-d’œuvre de R.E. Gillet, Applicat-Prazan, Paris, 2019[41].
- Galeries du 20e siècle, France 1905 -1970, Musée national d'Art moderne, Paris, 2019
- Roger Edgar Gillet, Galerie Nathalie Obadia, Paris, 2021.
- Stéphane Janssen - Roger-Edgar Gillet, une amitié de 40 ans, Galerie Rodolphe janssen, Bruxelles,  2021.
- Roger Edgar Gillet 1965-1998, Petzel Gallery, New York ,2022.
- Guignol's band, Espace Paul Rebeyrolle, Eymoutiers, 2023.
- Perpetual Portrait, Vielmetter Gallery, Los Angeles, 2023.
- Roger-Edgar Gillet 1924-2024, Rodolphe Janssen, Bruxelles, 2024.
- Une figuration Autre, Galerie Nathalie Obadia, Paris, 2024.
- L'intérieur vers l'extérieur, Musée du chateau de Derneburg, Allemagne, 2024.
- Dinner party, Petzel Gallery, New York, 2025.
- Gillet et compagnie, galerie Nathalie Obadia, Paris, 2025.

### Salons
- Salon d'octobre, 1953.
- Biennale de Paris, 1957.
- documenta II, Kassel, 1959.
- Réalités nouvelles, de 1959 à 1964, puis 1972, 1975, 1977, 1979, 1981, 1987.
- Salon de mai, de 1955 à 1975, puis 1984. Membre du comité de sélection de 1961 à 1969.

## Postérité et hommages
- L'association Le fond Roger-Edgar Gillet se charge d'établir le catalogue raisonné de l'œuvre du peintre et de le présenter sur son site[47].
- Une rue de la ville de Sens porte le nom de Roger-Edgar Gillet.
- La commune de Saint-Suliac a donné le nom de Roger-Edgar Gillet à la salle des associations en octobre 2018.

#### Monographies et entretiens
- Jean Grenier, Gillet, Paris, Éditions Galerie de France/Imprimerie du Compagnonnage, 1960.
- Jean-Jacques Lévêque, Roger-Edgar Gillet ou le surgissement du réel, Éditions Galerie des Arts, 1968.
- Jean Grenier, Lucien Curzi, Charles Estienne, Max-Pol Fouchet, Georges Boudaille, Guy Marester, Roger-Edgar Gillet, Paris, édition J-F Guyot, 1980.
- P. Cayez et Stéphane Janssen, Roger-Edgar Gillet - La marche des oubliés, Paris, Éditions Galerie Ariel, 1981.
- Lucien Curzi, R.-E. Gillet, Paris, Éditions Galerie Ariel, 1988.
- Philippe Curval, Gillet, Les Éditions de l'Amateur, 1994.
- Roger-Edgar Gillet, Journal, Éditions Henry Bussière Art's, 1995.
- Georges Boudaille, Roger-Edgar Gillet, Jean-Claude Lethiais et René Robinet, Roger-Edgar Gillet, Éditions de la ville de Bonneval, 2002.
- Frédéric Hallier, Robert Rocca et Jean-Claude Vollot, Humanités - Roger-Edgar Gillet, Stani Nitkowski, Paul Rebeyrolle, Paris, Centre d'art contemporain de l'abbaye d'Auberive, juin 2006.
- La Matière et le geste, interview d'Alexis Pelletier en 1998, galerie Guigon, 2006.
- Jean Pollac, Roger-Edgar Gillet, Paris, Éditions Galerie 53, 2010.
- Sylvain Lecombre, La collection française du Musée d'art contemporain de Skopje, Skopje, Éditions Magor, 2015.
- « Redécouvrir Roger-Edgar Gillet », Connaissance des arts, no 757, 16 février 2017.
- Patrick Descamps, Roger-Edgar Gillet (1924-2004) - Exercices de survie, Bergues, Éditions du Musée du Mont-de-Piété, 2017.

#### Articles et préfaces
De nombreux critiques, écrivains ou peintres ont écrit sur Gillet[réf. nécessaire] : Michel Tapié, Denys Chevalier, Pierre Alechinsky, Yvon Taillandier, Jean-Jacques Levêque, Michel Nuridsany, Gaston Diehl, Harry Bellet, Henri-François Debailleux, Patrick-Gilles Persin.

#### Varia
- Jean Fautrier, On ne vous demande pas…, 1954.
- Hubert juin, La Jeune École de Paris, Le musée de Poche, 1956.
- Michel Seuphor, Dictionnaire de la peinture abstraite, Hazan, 1957.
- Bernard Dorival, Les peintres du XXe siècle du cubisme à l'abstraction, 1914-1957, Éditions Pierre Tisné, 1957.
- Pierre Alechinsky, Camille Bryen et Jean Grenier, « Gillet, trait pour trait », XXe siècle, no 12, 1959.
- (en) Raymond Nacenta, School of Paris - The painters and the artistic climate of Paris since 1960, Oldbourne Press, 1960.
- Pierre Mazars, Jean-Marie Dunoyer et Jean Selz, L'année de la peinture, Calmann-Lévy, 1980.
- Gérard Xuriguera, Regard sur la peinture contemporaine, Arted, 1983.
- Gérard Xuriguera, Les Années 50 - Peintures, sculptures, témoignages, Arted, 1984.
- Gérard Xuriguera, Les Figurations de 1960 à nos jours, Mayer, 1985.
- Gilles Néret, 30 d'art moderne, Nathan, 1988.
- Lydia Harambourg, L'École de Paris, 1945-1965 - Dictionnaire des peintres, Ides et Calendes, 1993.
- Gérald Schurr, Le Guidargus de la peinture, Les Éditions de l'Amateur, 1996.
- Emmanuel Bénézit, Dictionnaire des peintres, sculpteurs, dessinateurs et graveurs, Gründ, 1999.
- Jean-Pierre Delarge, Dictionnaire des arts plastiques modernes et contemporains, Gründ, 2001.
- Michel Ragon, Cinquante ans d'art vivant, Fayard, 2001.

### Filmographie
- On lui permet de faire ça ?, de Gérard Sanas, FR3, 1981.